# Cilvia Demo
Albums de Isaiah Rashad
The Sun's Tirade
(2016)
Cilvia Demo est le premier EP d'Isaiah Rashad, sorti le 28 janvier 2014 sur le label Top Dawg.

## Liste des titres
Tous les titres sont écrits par Isaiah McClain, exceptés ceux annotés.
| No  | Titre                                                     | Auteur                                      | Producteur(s)             | Durée |
| --- | --------------------------------------------------------- | ------------------------------------------- | ------------------------- | ----- |
| 1.  | Hereditary                                                |                                             | Ross Vega                 | 1:28  |
| 2.  | Webbie Flow (U Like)                                      |                                             | Mr. Carmack               | 3:09  |
| 3.  | Cilvia Demo                                               |                                             | Joseph L'Étranger         | 3:16  |
| 4.  | R.I.P. Kevin Miller                                       |                                             | Black Metaphor            | 3:53  |
| 5.  | Ronnie Drake (featuring SZA)                              | - McClain - Solána Rowe                     | The Antydote              | 3:31  |
| 6.  | West Savannah (featuring SZA)                             | - McClain - Rowe                            | The Antydote              | 2:48  |
| 7.  | Soliloquy                                                 |                                             | Farhot                    | 1:55  |
| 8.  | Tranquility                                               |                                             | Farhot                    | 4:20  |
| 9.  | Menthol (featuring Jean Deaux)                            | - McClain - Deaux                           | Sounwave                  | 2:58  |
| 10. | Modest                                                    |                                             | Chris Calor               | 3:42  |
| 11. | Heavenly Father                                           |                                             | D. Sanders                | 4:21  |
| 12. | Banana                                                    |                                             | The Antydote              | 3:32  |
| 13. | Brad Jordan (featuring Michael Da Vinci)                  | - McClain - Da Vinci                        | Danny Dee                 | 4:12  |
| 14. | Shot You Down (Remix) (featuring Schoolboy Q et Jay Rock) | - McClain - Quincy Hanley - Johnny McKinzie | Chris Calor, The Antydote | 7:08  |

## Classements hebdomadaires
| Classement (2014)                   | Meilleure position |
| ----------------------------------- | ------------------ |
| États-Unis (Billboard 200)          | 40                 |
| États-Unis (Independent Albums)     | 8                  |
| États-Unis (Top R&B/Hip-Hop Albums) | 9                  |
| Royaume-Uni (R&B Albums)            | 30                 |